# Kościół Wszystkich Świętych w Litomierzycach
Kościół Wszystkich Świętych w Litomierzycach (czeski: Kostel Všech svatých) – barokowy kościół pod wezwaniem Wszystkich Świętych w Litomierzycach, w Czechach. Położony w centrum miasta, na rogu ulicy Długiej i Jezuickiej w południowo-wschodnim narożniku Placu Pokoju, naprzeciwko Starego Ratusza. Ze względu na swoją białą elewację jest zwany potocznie białym kościołem. Cechą charakterystyczną kościoła jest 54-metrowa wieża z galerią i wieżą zegarową.